# Jon McLachlan
Jon McLachlan (Auckland, Nueva Zelanda; 23 de junio de 1949 – 4 de diciembre de 2024) fue un jugador de rugby neozelandés que jugaba en la posición de ala.

## Carrera

### Club
Jugó toda su carrera con el Auckland RFU a nivel provincial en Nueva Zelanda de 1970 a 1978, con quien ganó la Ranfurly Shield en cuatro ocasiones.

### Selección nacional
Jugó para Nueva Zelanda en ocho ocasiones y participó en la Gira por Australia y Fiyi en 1974.

## Logros
- Ranfurly Shield (4): 1971, 1972, 1974–76, 1979